# Селихинское сельское поселение
Селихинское се́льское поселе́ние — муниципальное образование в Комсомольском районе Хабаровского края Российской Федерации. 
Образовано в 2004 году.
Административный центр — село Селихино.

## Население
| 1957  | 2010  | 2011  | 2012  | 2013  | 2014  | 2015  |
| ----- | ----- | ----- | ----- | ----- | ----- | ----- |
| 9962  | ↘4260 | ↗4293 | ↗4354 | ↗4362 | ↗4411 | ↗4462 |
| 2016  | 2017  | 2018  | 2019  | 2020  | 2021  |       |
| ↗4520 | ↗4698 | ↗4762 | ↗4942 | ↗5119 | ↘3646 |       |

## Населённые пункты
В состав поселения входят 2 населённых пункта:
| № | Населённый пункт | Тип  | Население |
| - | ---------------- | ---- | --------- |
| 1 | Селихино         | село | ↘3624     |
| 2 | Эммер            | село | ↗22       |